# Сасадило
Сасадило (груз. სასადილო) — село в Грузии. Находится в Сагареджойском муниципалитете края Кахетия. Высота над уровнем моря составляет 920 метров. Население — 80 человека (2014).